# Dennis Sticha
Dennis Sticha (* 5. August 1998 in Feldkirch) ist ein deutsch-österreichischer Eishockeyspieler.

## Karriere
Der Stürmer wurde beim Vorarlberger Verein VEU Feldkirch ausgebildet und spielte zwischen 2013 und 2015 kurzzeitig für den Schweizer Club SC Rheintal. In der Saison 2014/15 debütierte er für die Feldkircher Profimannschaft in der damals zweitklassigen Inter-National-League, die im Jahre 2016 von der Alps Hockey League abgelöst wurde. Zwei Jahre später wechselte Sticha zum EC KAC in die erstklassige EBEL. Mit den Klagenfurtern wurde Sticha in den Spielzeiten 2018/19 und 2020/21 jeweils österreichischer Meister. Zur Saison 2022/23 wechselte Sticha zum Ligarivalen Black Wings Linz. Nach einer schweren Verletzung im Unterkörperbereich kam er für die Steel Wings Linz in der Alps Hockey League zum Einsatz. Im Sommer 2024 schloss sich Sticha dem Oberligisten Herforder EV an.

## Erfolge und Auszeichnungen
- 2019 Meister der EBEL und Österreichischer Meister mit dem EC KAC
- 2021 Meister der ICEHL und Österreichischer Meister mit dem EC KAC

## Familie
Sein Vater Thomas Sticha spielte für die VEU Feldkirch und den EHC Lustenau in der höchsten österreichischen Eishockeyliga. Sein jüngerer Bruder Timo Sticha ist ebenfalls professioneller Eishockeyspieler.